# Нізамі (село)
Нізамі (вірм. Նիզամի) — село в марзі Арарат, у центрі Вірменії. Село розташоване за 4 км на північний захід від міста Масіс, за 2 км на північ від села Саят-Нова та за 1 км на схід від села Дзорак. Село назване на честь видатного перського поета Нізамі.